# CRAZY (テレビドラマ)
『CRAZY』（クレージー）は、TOKYO MXとサンテレビで放送されていたテレビドラマである。全12話。

## あらすじ
シンデレラの物語は女の下剋上の物語。下剋上にはきれいごとなど通用しない。幸せを手にしたければ戦うしかない。
2016年9月29日15時。ライブを終えた「CRAZY」のメンバーは次の撮影現場に向かうが、住所の場所に向かうと薄暗い倉庫だった。何者かによって鍵が閉められ「CRAZY」の4人は密室に閉ざされてしまう。翌日にグループの存亡をかけたイベントが控える中、「CRAZY」はどうなってしまうのか。ライブアイドル「CRAZY」の“黒いシンデレラストーリー”を描く。

## 登場人物

### CRAZY
ライブアイドル。あまり売れていないが、一定数のファンはおり、事務所内ではもっとも推されている4人組。
柚木芽衣子：筧美和子　（幼少期）：関谷瑠紀
ライトブルー担当。挨拶文句は「ふんわりの魅惑の笑顔とバスト」。他メンバーからは「おばさん」と言われ、非常にのんびりした性格。
300人のオーディションを勝ち抜きメンバーになった新メンバー。キャリアが浅いため、ボーヤ的ポジションも務めるがファンからの人気は急上昇中。2016年9月29日当日はマネージャー不在のため、メンバーをタクシーまで案内し、撮影スタジオの場所「目黒区中央元町三振ビルB1」へ向かう。私服はスカンツ姿。一人称は私。誰に対してもさん付けで呼ぶ。
水野まこ：奥仲麻琴
ピンク担当。芽衣子とは同級の平成一桁生まれだが、元人気子役でプライドが高いが、それだけの努力と研鑽も積んでいる。CRAZY結成メンバーであり、初期メンバーのオーディション審査も社長らと一緒に行っている。特技はダンス。私服はパンツスタイル。一人称は私。
円城寺咲：都丸紗也華
グリーン担当。帰国子女のセレブであり、会話によく英単語が出る。プライベートではメガネをかけていてスカート姿。岩本いわく「世の中を（お金の力で）裏道突破してきた」女。一人称は私。
岩本美礼：君島光輝
イエロー担当。挨拶文句は「年中無休のピカピカ美肌」。自信にあふれリーダーシップを発揮する姉御肌だが、18際の最年少かつキャリアも半年。私服はキュロット姿。「脳と顔の偏差値の低い人が苦手」と吐露してしまうほど、思ったことをすぐ口にしてしまうストレートな性格で、円城寺から「品性レベルが低い」とツッコまれている。追加メンバーであるが、最初のオーディションも受けておりその際は水野によって落とされている。一人称は美礼。

### その他の人物
樫木泰史：松島庄汰
CRAZY所属事務所「樫木」副社長にして現場マネージャー。現場を休みキャバクラ「MizuTamali」に行ってしまうなど責任感に欠けている。
樫木征吾：袴田吉彦
CRAZY所属事務所「樫木」社長。2016年9月29日15時55分、携帯電話に「CRAZYメンバーはお預かりしました」とのメールが届く。
CRAZYメンバーの水野まことは子役時代の5歳のころからの付き合いでありビジネス以上の感情を持つ。会社は円城寺咲の父から支援受けており、さらには三振ファインナンス信頼銀行に大きな借金がある。泰史の兄。
一条巧：森田甘路
刈り上げ頭のフリーカメラマン。CRAZY新曲CDのジャケット撮影をする予定だった。周囲には秘密にしているが、過去には後述する平瑞希と交際していた。
平瑞希：窪田彩乃
CRAZYの元メンバーで当時はイエロー担当。岩本美礼と入れ替わりでグループを去った。水野の話によるとアイドル活動の先が見えなくなり就職したというが、実際は人気を脅かされた水野がクビにしていた。
仮面ガールズ：
CRAZYのライバルであるアイドルグループ。9月30日に「ガチバトル」の企画で対戦予定。劇中ではグループ名のみ登場。

### ゲスト
- 警備員：佐藤誠（2、11）
- キャバクラ嬢：八鍬有紗（1、2、5）
- 札束をもらうスーツの男・三木元：鈴木隆仁（5、9）
- 警備員：川守田政人（6）
- 樫木征吾の前妻：永峰絵里加（6、12）
- 円城寺咲の父：黒田長政（9）

## 放送日程
| 放送日         | 放送回 | サブタイトル | 演出     |
| -------------- | ------ | ------------ | -------- |
| 2016年10月5日  | 1      | 「日常」     | 松永洋一 |
| 2016年10月12日 | 2      | 「孤立」     | 松永洋一 |
| 2016年10月19日 | 3      | 「亀裂」     | 松永洋一 |
| 2016年10月26日 | 4      | 「駆引」     | 松永洋一 |
| 2016年11月2日  | 5      | 「買収」     | 松永洋一 |
| 2016年11月9日  | 6      | 「真実」     | 松永洋一 |
| 2016年11月16日 | 7      | 「告白」     | 松永洋一 |
| 2016年11月23日 | 8      | 「事実」     | 松永洋一 |
| 2016年11月30日 | 9      | 「猜疑」     | 松永洋一 |
| 2016年12月7日  | 10     | 「頂天」     | 松永洋一 |
| 2016年12月14日 | 11     | 「時間」     | 松永洋一 |
| 2016年12月21日 | 12     | 「親子」     | 松永洋一 |

## スタッフ
- 監督：松永洋一
- 脚本：中尾幸代
- 音楽：阿久津健太郎
- 振付：竹中夏海
- 撮影：大内創
- 照明：石井久友
- エグゼクティブプロデューサー：菊田昌史
- プロデューサー：荒木洋之（スマイラルピクチャーズ）、山口桂（PLAYLAB）、マツナガヨウイチ（R.I.S Enterprise）
- 企画協力：プラチナムプロダクション
- 制作会社：PLAYLAB
- 制作協力：R.I.S Enterprise
- 制作著作：スマイラルピクチャーズ

## 音楽
オープニングテーマ『魔法なんかいらない』
作詞：筧美和子 / 作曲・編曲：阿久津健太郎 / 歌：CRAZY
エンディングテーマ『Cry for the Moon』
作詞：山口桂 / 作曲・編曲 / 阿久津健太郎 / 歌：CRAZY

## 放送局
| 放送対象地域 | 放送局     | 系列                 | 放送日時                        | 放送期間                       | 備考             |
| ------------ | ---------- | -------------------- | ------------------------------- | ------------------------------ | ---------------- |
| 東京都       | TOKYO MX   | 独立局               | 水曜 22:48 - 23:00              | 2016年10月5日 - 2016年12月21日 |                  |
| 兵庫県       | サンテレビ | 独立局               | 木曜 00:18 - 00:30 （水曜深夜） | 2016年10月6日 - 2016年12月22日 |                  |
| 日本全域     | AbemaTV    | インターネットテレビ | 月曜 22:48 - 23:00              | 2017年2月6日 -                 | リピート放送あり |

## 他媒体展開

### 映像ソフト化
- 2017年4月21日、上巻・下巻の全2巻でスマイラルアニメーションよりDVDが発売。それぞれ映像特典付き。

### 音楽ソフト化
- 劇中アイドルユニットであるCRAZYが、演ずる筧美和子、奥仲麻琴、都丸紗也華、君島光輝の4人のユニットとして2016年11月16日、スマイラルレコードからマキシシングルを発売。
- 主題歌およびエンディングテーマ「魔法なんかいらない」、「Cry for the moon」のほか、各instrumentalver、ピアノver、オルゴールverを収録。
- なお筧以外はそれぞれグループアイドルの経験がある。